# Дугорепи плавац
Дугорепи плавац (лат. Cupido alcetas) врста је лептира из породице плаваца (лат. Lycaenidae).

## Опис врсте
За разлику од бледог плавца, на горњој површини предњег крила нема црну цртицу.

## Распрострањење и станиште
Најчешћи је дуж река, шумских путева, њива и у жбуњацима. Среће се локално у јужној Европи. 

## Биљке хранитељке
Основне биљке хранитељке су ајчица (Coronilla varia) и ждраљевина (Galega officinalis)